# Tribunal de Justiça do Estado de Mato Grosso
O Tribunal de Justiça de Mato Grosso (TJMT) é o órgão máximo do Poder Judiciário do estado brasileiro de Mato Grosso. Tem sede na capital Cuiabá e jurisdição em todo o território estadual. Sua função é processar e julgar as causas que não sejam de competência da justiça federal, do trabalho, eleitoral e militar.
É composto do Tribunal Pleno, Órgão Especial, Seções, Turmas de Câmaras Reunidas e de Câmaras Isoladas, cuja competência é estabelecida pelo Regimento Interno.
Atualmente conta com 5 (cinco) Câmaras de Direito Privado, 3 (três) Câmaras de Direito Público e Coletivo, e 4 (quatro) Câmaras Criminais, compostas de três desembargadores cada uma.

## História

### Nomenclatura
Originalmente instalado como Tribunal de Relação de Mato Grosso, em 6 de agosto de 1873, teve o Desembargador Ângelo Francisco Ramos como seu primeiro Presidente.
Com o advento da República, passou a se chamar Tribunal de Apelação e, desde a Constituição de 1946 recebeu a atual nomenclatura de Tribunal de Justiça.

### Composição
Composto inicialmente por cinco desembargadores, a Lei 195, de 1º de abril de 1898, ampliou o número de desembargadores para sete.
A Resolução 819, de 19 de outubro de 1920 aumentou o número de desembargadores para nove.
Em 1967 o número de desembargadores foi ampliado para onze e, por meio da Emenda Constitucional nº 2, de 2 de janeiro de 1992, para vinte.
O número de desembargadores foi aumentado para trinta por meio da Emenda Constitucional nº 30, de 2 de dezembro de 2004.
A Emenda Constitucional nº 91, de 14 de agosto de 2020, aumentou o número de desembargadores para 39 (trinta e nove), sendo esta a atual composição.

### Mudanças de Sede
A primeira sede do Tribunal da Relação, instalada em 1874, era situada em um casarão na Rua 11 de Julho, atual Rua Pedro Celestino, em Cuiabá.
Em 1877 o Tribunal da Relação foi transferido para o segundo andar de um sobrado na mesma Rua 11 de Julho.
Em 1928, já na República, a sede do Tribunal de Apelação foi transferida para um palacete na Rua Barão de Melgaço.
Em 1943 a quarta sede foi fixada no Palácio da Justiça, na Avenida Getúlio Vargas, região central de Cuiabá.
Em 30 de novembro de 1976 o Tribunal de Justiça se mudou para a sede atual no Centro Político Administrativo, em Cuiabá. 

## Composição atual

### Cargos de direção
- Desembargadora Clarice Claudino da Silva - Presidente
- Desembargadora Maria Erotides Kneip - Vice-Presidente
- Desembargador Juvenal Pereira da Silva - Corregedor-Geral da Justiça

### Desembargadores (em ordem de antiguidade)
- Desembargador Orlando de Almeida Perri
- Desembargador Rubens de Oliveira Santos Filho
- Desembargador Paulo da Cunha
- Desembargador Juvenal Pereira da Silva
- Desembargador Sebastião de Moraes Filho
- Desembargador Márcio Vidal
- Desembargador Rui Ramos Ribeiro
- Desembargador Guiomar Teodoro Borges
- Desembargadora Maria Helena Gargaglione Póvoas
- Desembargador Carlos Alberto Alves da Rocha
- Desembargador Luiz Ferreira da Silva
- Desembargadora Clarice Claudino da Silva
- Desembargadora Maria Erotides Kneip
- Desembargador Marcos Machado
- Desembargador Dirceu dos Santos
- Desembargador Luiz Carlos da Costa
- Desembargador João Ferreira Filho
- Desembargador Pedro Sakamoto
- Desembargadora Marilsen Andrade Addario
- Desembargador Rondon Bassil Dower Filho
- Desembargadora Maria Aparecida Ribeiro
- Desembargador José Zuquim Nogueira
- Desembargadora Serly Marcondes Alves
- Desembargador Sebastião Barbosa Farias
- Desembargador Gilberto Giraldeli
- Desembargadora Nilza Maria Pôssas de Carvalho
- Desembargadora Antônia Siqueira Gonçalves
- Desembargadora Helena Maria Bezerra Ramos
- Desembargador Mário Roberto Kono
- Desembargadora Maria Aparecida Ferreira Fago
- Desembargador Sebastião de Arruda Almeida
- Desembargadora Vandymara Galvão Ramos Paiva
- Desembargador Jorge Luiz Tadeu Rodrigues
- Desembargador Luiz Octávio Oliveira Saboia Ribeiro
- Desembargador Rodrigo Roberto Curvo
- Desembargador Lídio Modesto da Silva Filho
- Desembargador José Luiz Leite Lindote
- Desembargador Marcos Regenold Fernandes
- Desembargador Hélio Nishiyama

## Lista de Comarcas
A Justiça de Primeira Instância de Mato Grosso é organizada em entrância única, composta das seguintes Comarcas:
- Tribunal de Justiça
- Superior Tribunal de Justiça
- Supremo Tribunal Federal